# Jean-Claude Décosse
Jean-Claude Décosse (né le 6 juillet 1949 à La Lande-Patry) est un athlète français, spécialiste de la marche, ceinture noire de judo et de karaté.
Sélectionné à 47 reprises en équipe de France, il a entre autres participé aux Jeux olympiques d'été de 1972 à Munich.
Il est classé par le site Athle.fr dans les 100 meilleurs Français en athlétisme.

## Biographie
Durant toute sa carrière, Jean-Claude Décosse n'aura connu que deux clubs : le Club athlétique flérien (CAF) et l'Association sportive de la Préfecture de police de Paris. En 1964 il entre au CAF et passe alors sous la houlette de Pierre Gallais, l'homme qui a lancé la marche de haut niveau à Flers. 
Le 16 octobre 1966 à Montreuil, il devient champion de France du 5 000 m marche cadet avec le record de France en 24 min 2 s. L'année suivante, il monte à Paris et dans son nouveau club AS Police Paris devient recordman de France juniors sur 10 km. Dans cette catégorie d'âge il sera 13 fois sélectionné en équipe de France. Il restera un des piliers de l'équipe de France jusqu'à sa dernière sélection en 1980. Pendant cette période il obtiendra 47 sélections (13 chez les jeunes + 34 capes chez les séniors).
En 1972 chez les seniors à Bourges, il obtient le titre de champion de France et le record du 50 km marche avec la meilleure performance française en 4 h 16 min 29 s.
Il est sélectionné pour les Jeux olympiques de Munich en 1972 au 50 km marche.
En 1974, il participe aux championnats d'Europe où il se classe 13e. Trois ans plus tard, il quitte la capitale pour revenir chez lui à Flers, ville où en 1980 il est encore vice-champion de France. De 1969 à 1984, il sera quarante-sept fois sélectionné en équipe de France.
Il participe aux championnats d'Europe à Rome en 1974 :
- 13e à Rome en 1974 sur 20 km marche en 1 h 39 min 54 s

Le 11 avril 1976 à Epinay/Seine , il remporte le critérium national de l'heure. L'année suivante à Nevers il termine 3e du championnat de France sur 20 km.
|Le 31 août 1980, à Flers, devant plusieurs milliers de personnes, il termine deuxième des championnats de France des 50 km  derrière l'ancien recordman du monde Gérard Lelièvre. Après un départ très prudent, Jean-Claude Décosse remontait continuellement. Et c'est sous les ovations de son public qu'il franchit second de la ligne d'arrivée après 4 h 24 min 18 s de course.

## Palmarès

### Titres obtenus
- 1966 : champion de France cadets du 5 000 m (record de France)
- 1968 : champion de France junior du 10 000 m
- 1972 : 
  - champion de France du 50 km en 4 h 16 min 27 s à Bourges
  - vainqueur critérium national des 30 km à colombes[7]
- 1976 : victoire au critérium national de l'heure

### Participations et résultats
- 1969 : 2e au championnat de France 20 km
- 1970 :
  - 7e à la demi-finale du Trophée Lugano 20 km
  - 3e au championnat de France 20 km
- 1971 : 2e au championnat de France 20 km
- 1972 : 
  - sélection aux Jeux olympiques d'été de 1972 de Munich, sur 50 km[8]. Il ne termine pas la course.
  - 2e critérium national de l'heure
- 1974 : 
  - 13e aux championnats d'Europe 20 km
  - 2e au championnat de France 20 km
- 1977 :
  - 7e à la demi-finale au Trophée Lugano 20 km
  - 20e au Trophée Lugano 20 km
- 1980 : 2e au championnat de France 50 km  Flers